# Carl Scharnberg
Carl Scharnberg (27. juni 1930 i Aabenraa – 2. oktober 1995) var forfatter og digter, højskolelærer og politisk aktivist.

## Liv og karriere
Carl Scharnberg blev kaldt "arbejderklassens digter" og "den røde digter fra Vrå". Han voksede op i et arbejderhjem i Åbenrå, faderen var skrædder, moderen rengøringsassistent. Hans opvækst var præget af 1930'ernes arbejdsløshed.
Scharnbergs bedstemor var arbejderkvinde, enke med 7 børn og med til at stifte Kvindeligt Arbejderforbund i Haderslev. I 1950'erne under Den kolde krig var han pacifist og militærnægter og kom i fængsel for sin overbevisning. Efter fængslet skrev han sin første roman. Som ung digter deltog han i en fredsmarch i England og kom hjem og startede Kampagnen mod Atomvåben. Denne første egentlige græsrodsbevægelse efter frihedskampen gennemførte fra 1960-1963 påskemarcher fra Holbæk til København og marcherede over grænsen til tyske fredsfolk. Den blev ledet af en spinkel, kæderygende, nervøs digter, som forstod at sætte præcise, følsomme ord på kravet om Nej til atomvåbern på dansk jord og Stop for kerneforsøg og oprustning.
Igennem 1970'erne traf man digteren og ildsjælen i mange sammenhænge, først og fremmest i modstanden mod EF og i en kulturindsats med digte, foredrag, oplæsninger og kurser i Åbenrå for tillidsmænd i fagbevægelsen. I 1979 meldte Scharnberg sig ind i Danmarks Kommunistiske Parti. I 1982 modtog han Gelsted-Kirk-Scherfig-Prisen.
Carl Scharnberg var kendt af Politiets Efterretningstjeneste noterer  PET-Kommissionen.
Under et møde hos SiD i Hjørring fik Carl Scharnberg et slagtilfælde, og senere om natten den 2. oktober 1995 døde han. Få måneder forinden havde han fejret sin 65-års fødselsdag i Esbjerg sammen med de strejkende Ribus-aktivister.
Carl Scharnberg udgav, Det kan nytte – artikler og erfaringer 1960-65, 1965, hvori Kampagnen mod Atomvåbens arbejdsmåde, politiske sigte og resultater er beskrevet og Brudstykker til et mønster. Fredsavisen nr. 9-10, 1985..
Carl Scharnberg var redaktør af Uofficielle Synspunkter, og han gjorde sig til en fortaler for sin egen version af copyright med sin erklæring: "Genbrug ses gerne" og det var en opfordring til mindre blade om at de frit kunne anvende Carl Scharnbergs tekster og tegninger, en opfordring, der fortsat gælder.
Der er lavet en film om Carl Scharnberg: Det nye sker... fra 2005.